# وادي الحجل
وَادِي الحَجَل هي قرية تقع في معتمدية حاجب العيون بولاية القيروان في الوسط التونسي.